# Live at the Olympia 2000

Live At The Olympia 2000 est un album live du musicien et chanteur Ray Charles enregistré à l'occasion d'un concert donné à l'Olympia à Paris le 22 novembre 2000, et sorti en 2004.

## Anecdotes
Ray Charles devait être accompagné sur scène par un orchestre complet, qui n'avait pu se rendre sur les lieux en raison d'une grève des compagnies aériennes portugaises (Concert à Lisbonne la veille).[réf. nécessaire] L'intégralité du concert se déroula sans accompagnement, dans une ambiance particulièrement jazz.
Cet album est en outre le premier dans la discographie de Ray Charles à sortir directement en format Super Audio CD, format trompeusement indiqué par l'étiquette de l'emballage comme étant "5.1 Dolby Digital" (le format de données du Super Audio CD étant en réalité le DSD pour le programme stéréophonique aussi bien que pour le programme multicanal).